# 新桥乡 (常山县)
新桥乡是中华人民共和国浙江省衢州市常山县一个已撤销的乡，2012年12月18日，浙江省人民政府批复同意撤销新桥乡，将其所辖行政区域划归芳村镇。